# Wimpernöl

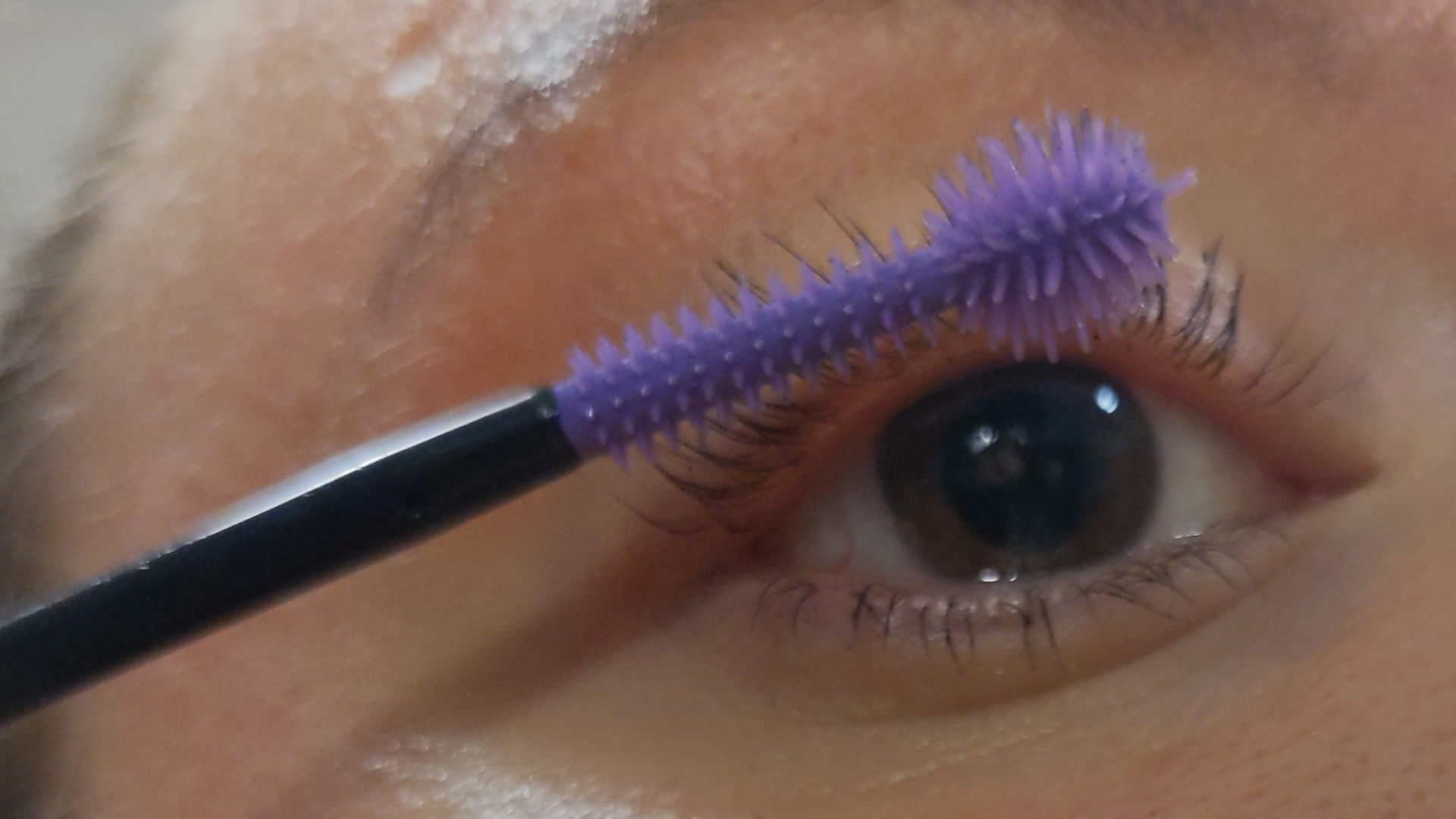
Wimpernöl wird mit einem Wimpernbürstchen aufgetragen.

Wimpernöl wird zur Pflege der Wimpern verwendet. Es besteht oft aus einem Gemisch aus Paraffinöl mit Rizinusöl, Weizenkeimöl oder Avocadoöl.